# Isabel Ruiz i Margalef
Isabel Ruiz i Margalef (Palamós, 13 de desembre de 1963) és una política catalana, diputada al Parlament de Catalunya en la IV Legislatura. Fou cap de l'oposició a l'ajuntament de Palamós, encapçalant la federació local Convergència i Unió.

## Biografia
Es llicencià en dret a la Universitat de Barcelona, diplomada en tècnica urbanística per la Universitat Politècnica de Catalunya i té un Mestratge en Alta Funció Directiva per l'Escola d'Administració Pública de Catalunya. Des del 1989 és funcionària del cos superior de l'Administració de la Generalitat de Catalunya. El 1991 fou nomenada secretària de la Comissió Territorial d'Equipaments Comercials i del Consell Assessor de la Generalitat de Catalunya. Alhora milità a la Unió de Joves i fou escollida diputada per Convergència i Unió a les eleccions al Parlament de Catalunya de 1992. Al Parlament de Catalunya fou membre de la comissió legislativa de Dret, Justícia i Seguretat Ciutadana, de la de seguiment de l'equiparació Dona – Home i de la de seguiment de la integració de Catalunya a Europa.
De 1992 a 1996 ha estat membre del Comitè de Govern d'Unió Democràtica de Catalunya. El 1997 ha estat adjunta al Delegat Territorial d'Ensenyament a Girona i el 2001 analista de qualitat en processos selectius a l'Escola d'Administració Pública de Catalunya, posteriorment al 2004 analista d'organització al Departament de Governació i Relacions Institucionals. El 2007 va ser regidora de l'ajuntament de Palamós i portaveu del grup municipal de CiU. En 2011 fou nomenada directora dels Serveis Territorials de Justícia a Girona.Posteriorment fou dels militants d'UDC que abandonaren el partit per crear Demòcrates de Catalunya. Actualment ostenta el càrrec de secretària de l'associació Amics de les Illes Formigues.